# Rhytidoponera aspera
Rhytidoponera aspera é uma espécie de formiga do gênero Rhytidoponera.